# Linea T3a (rete tranviaria dell'Île-de-France)
La linea T3a è la prima tranvia propriamente moderna di Parigi. Inaugurata il 16 dicembre 2006, è anche conosciuta come Tramway des Maréchaux in quanto segue i viali che furono costruiti sulla via delle fortificazioni di Thiers intorno a Parigi (1841—1845), che prendono il nome da diversi marescialli di Napoleone. Collega la stazione di Boulevard Victor - Pont du Garigliano RER, nella parte occidentale del XV arrondissement con la stazione porte de Vincennes, nel 20.eme arrondissement dove incontra la linea tranviaria T3b.
La linea trasporta circa 100.000 persone al giorno ed è gestita da RATP.

## Tracciato

In arancione il percorso della T3a